# André Turatto
Elísio André Turatto, mais conhecido como André Turatto (Ipira, 7 de outubro de 1976), é um ex-futebolista brasileiro que atuava como zagueiro. 

## Carreira
Formou-se nas categorias de base do Ypiranga Futebol Clube de Erechim. No ano de 2007 jogou no futebol chinês e em 2008 retornou ao Brasil para defender o Mirassol.
Assinou contrato com o Avaí Futebol Clube em 2 de setembro de 2008, aonde ficou marcado na história do time catarinense, por fazer parte do elenco na campanha da conquista do acesso à Série A de 2009. Após passar por uma cirurgia no joelho em junho, ficou três mêses afastado dos gramados e voltou atuando pelo time B do Avaí na Copa Santa Catarina. No final do ano, Turatto soube da decisão do clube de não ter interesse em renovação do seu contrato e o dispensou.
No início do ano de 2010, Turatto foi anunciado como o mais novo reforço do Fortaleza para a temporada. Aonde conquistou o título de Campeão Cearense.
No dia 29 de novembro de 2010, foi anunciado como reforço do Linense para a disputa do Paulistão 2011. Após isso, em março de 2011, André foi anunciado como jogador do Paysandu.
Em setembro de 2011, André Turatto acertou com o Icasa. Jogou um amistoso contra o Picos no dia 27 de maio de 2012, onde o Icasa ganhou de 5x0, esse jogo foi contado. André Turatto deixou o Icasa, após não aceitar uma redução de salário, e deixou a equipe.
Em janeiro de 2013, André Turatto fechou com o Guarani de Juazeiro, rival do seu ex-clube Icasa. Depois de pouco tempo atuando pelo clube, em 11 jogos e 2 gols marcados, Turatto é dispensado pelo clube.

### Diretor de Futebol
Após o Icasa demitir Fred Gomes, o clube contratou André Turatto como diretor de futebol para 2014, que permaneceu pouquíssimo tempo no cargo e pediu demissão.

## Títulos
Goiás
- Campeonato Goiano: 2000

Náutico
- Campeonato Pernambucano: 2001

Criciúma
- Campeonato Brasileiro - Série B: 2002

Avaí
- Campeonato Catarinense: 2009

Fortaleza
- Campeonato Cearense: 2010

## Prêmio Individuais
- Maior zagueiro-artilheiro do Brasil: (81 gols)[10]
- Melhor zagueiro-direito do Campeonato Brasileiro - Série C: 2012 (Futebolinterior)[11]
- Seleção do Campeonato Brasileiro - Série C: 2012 (Futebolinterior)[11]

## Estatísticas
Última atualização: 14 de Outubro de 2011.
| Ano  | Jogos | Gols | Clube     |
| ---- | ----- | ---- | --------- |
| 2008 | 10    | 2    | Avaí      |
| 2009 | 35    | 1    | Avaí      |
| 2010 | 30    | 3    | Fortaleza |
| 2011 | 10    | 2    | Icasa     |
| 2012 | 36    | 9    | Icasa     |